# 布羅氏舌鰨
布羅氏舌鰨為輻鰭魚綱鰈形目鰨亞目舌鰨科的其中一種，為亞熱帶海水魚，分布於東印度洋澳洲西部及南部海域，體長可達24.5公分，棲息在底層水域，生活習性不明。

## 扩展阅读
維基物種上的相關：布羅氏舌鰨